# Graciela Bográn
Graciela Bográn (1896-2000) fue una académica, política y feminista hondureña.

## Primeros años
Sus padres fueron Marco Antonio Bográn y Petrona Rodríguez. Se casó en primeras nupcias con Ruben Bermúdez Meza en 1916, a la edad de 19 años y tuvieron 3 hijos: Se divorciaron  y Bográn se casó con Alvin Barret.

## Actividad política
Se opuso al régimen dictatorial de Tiburcio Carías Andino y promovió el sufragio femenino. Participó activamente de la Unión Democrática Centroamericana que tenía sede en México. En 1956 cuando las mujeres accedieron al voto en Honduras, Bográn se integra al gobierno de Ramón Villeda Morales, junto a Alba Alsonso de Quesada, América Rivera y Albertina de Zelaya Se desempeñó como subsecretaria del Ministerio de Educación.

## Publicaciones
Dirigió la revista feminista Alma Latina (1932-1937) la primera revista cultural dirigida a mujeres en Honduras.
Sus discursos y textos fueron recogidos en dos tomos:
- Escritos, 1932-1984, Vol. 1, San Pedro Sula, Centro Editorial, 1996
- Escritos, 1932-1984, Vol. 2. Herederos de Graciela Bográn, 2000

## Reconocimientos
Fue directora del Instituto Hondureño de Cultura Hispánica y en 1963 fue nombrada miembro del Instituto de Cultura Hispánica con sede en España.
En San Nicolás (Santa Bárbara), la casa de la Cultura se denomina Graciela Bográn.
Una escuela lleva su nombre, en Francisco Morazán Distrito Central